# 고한역
고한역(Gohan station, 古汗驛)은 강원특별자치도 정선군 고한읍 고한리에 위치한 태백선의 철도역이다.
1966년 1월 19일 보통역으로 개역하였으며, 1970년대 석탄 산업 합리화 정책에 의해 이용객이 급감한 역이었으나, 1990년대 후반, 주변에 카지노와 골프장, 스키장이 생김으로써 현재 관광객들의 이용수단으로도 널리 이용되고 있다. 역 앞에는 하이원스키장 셔틀버스가 운행되며, 마찬가지로 겨울에는 하이원스키열차가 운행한다.

## 역명 유래
고토일과 물한리를 통합해서 고한이라고 한데서 유래하였다.

## 연혁
- 1965년 9월 20일 : 역사 신축 착공
- 1965년 12월 21일 : 역사 준공
- 1966년 1월 19일 : 보통역으로 영업 개시[1]
- 1985년 3월 11일 : 사무관역으로 승격
- 1985년 12월 21일 : 역사 증축
- 1996년 8월 6일 : 6급역으로 격하[2]
- 1997년 10월 1일 : 소화물 취급 중지[3]
- 1999년 1월 1일 : 소화물 취급 중지[4]
- 2004년 9월 1일 : 화물 취급 중지[5]
- 2013년 4월 12일 : 중부내륙순환열차(O-Train) 운행 개시
- 2013년 11월 14일 : 제천 기점 80.4km로 변경[6]
- 2015년 6월 1일 : 중부내륙순환열차 운행 계통 변경으로 중부내륙순환열차 취급 중지
- 2020년 3월 2일 : 누리로 운행 개시

### 승강장
| ↑ 사북  |
| ２１ \| |
| 태백 ↓  |

| 1 | 태백선 | 태백 · 동해 방면          |
| 2 | 태백선 | 제천 · 원주 · 청량리 방면 |

## 사진

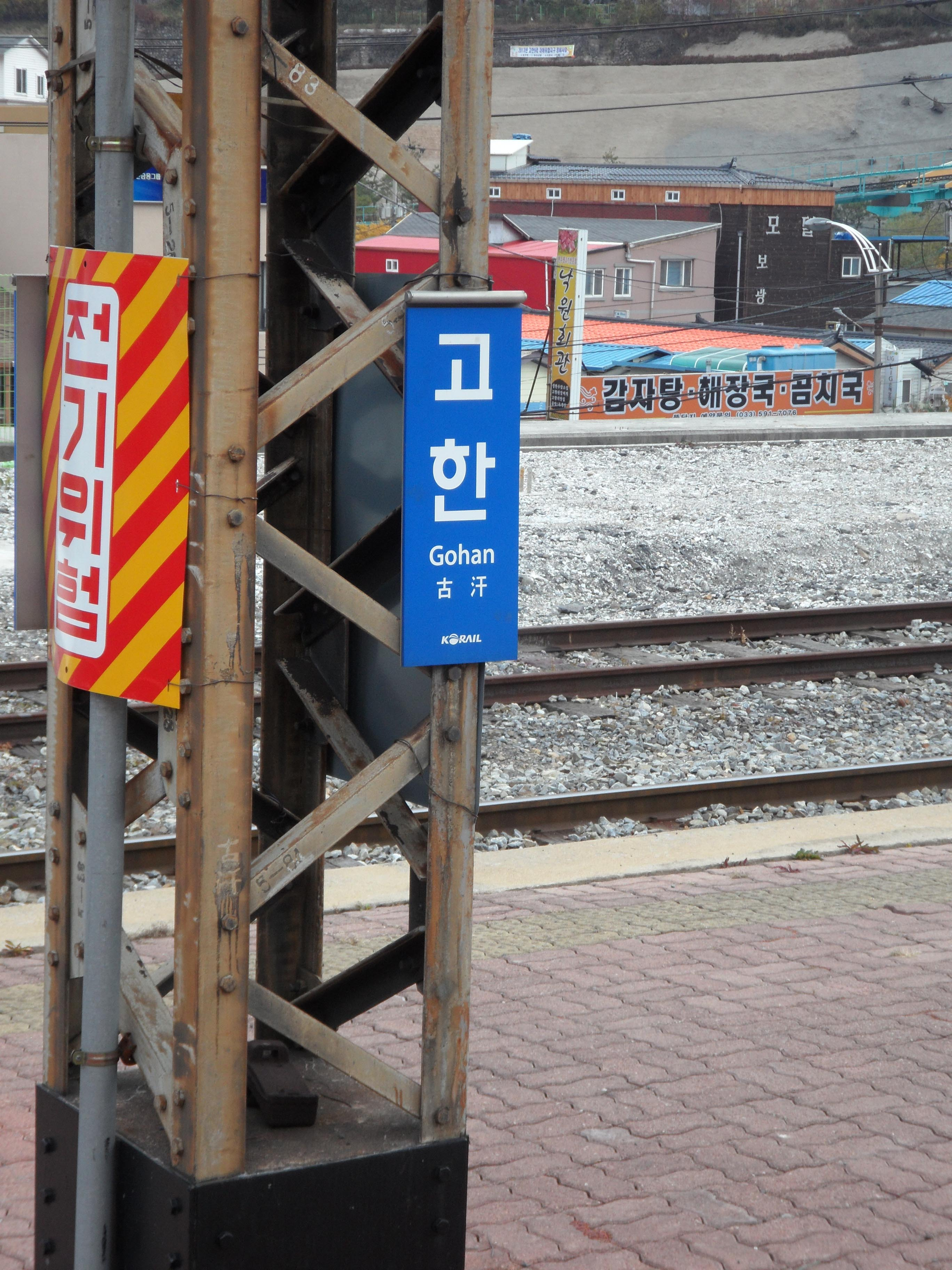
역명판

## 인접한 역
| 태백선           | 태백선        | 태백선         |
| ---------------- | ------------- | -------------- |
| 사북 청량리 방면 | 무궁화 태백선 | 태백 동해 방면 |